# Comité de Liberación Nacional Esloveno

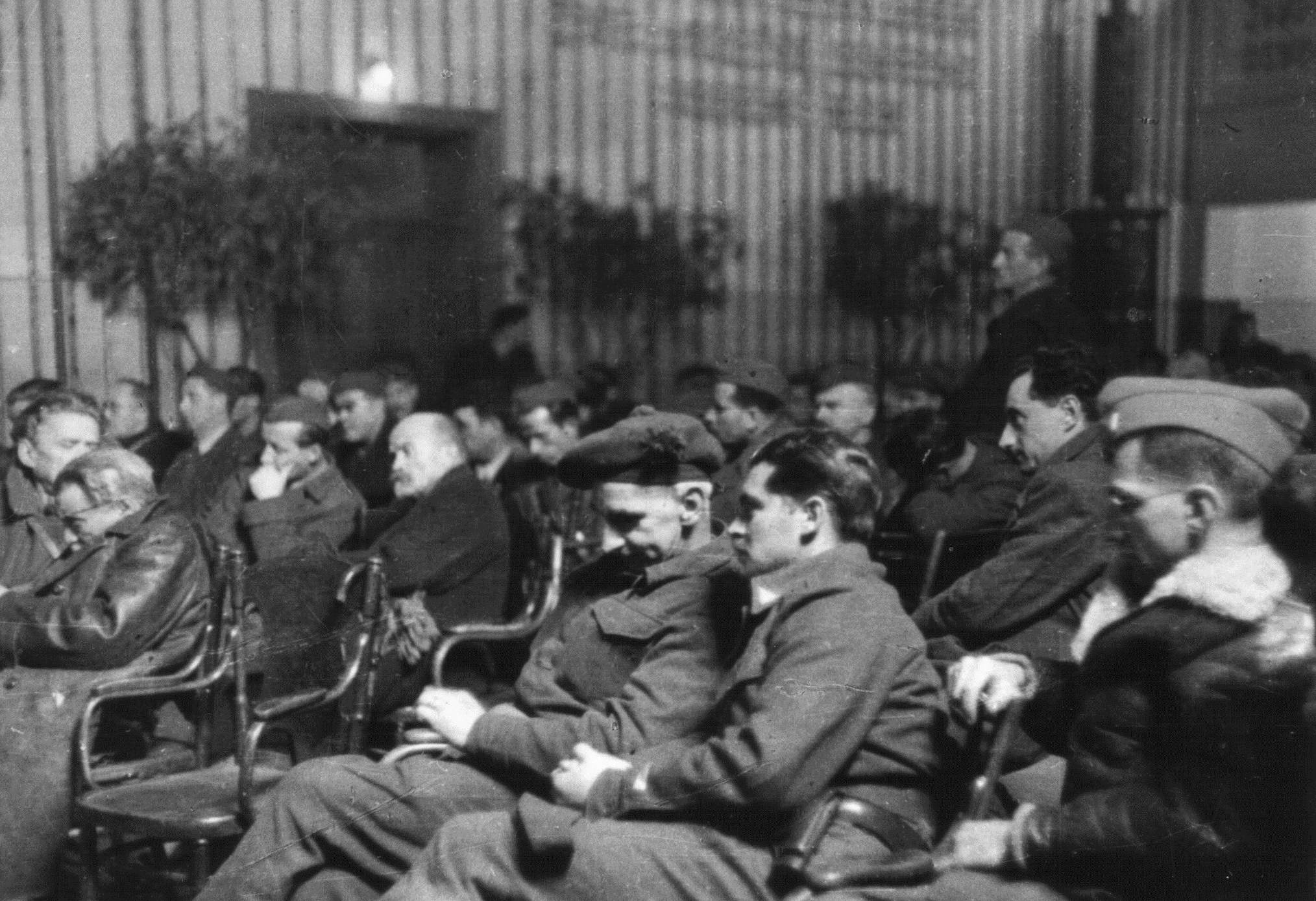
Una escena de la primera sesión del SNOS en Črnomelj, el 19 de febrero de 1944.

El Comité de Liberación Nacional Esloveno (SNOS) (en esloveno: Slovenski narodnoosvobodilni svet; en serbocroata: Slovensko narodnooslobodilačko vijeće, Словеначко народноослободилачко веће) se formó como el máximo órgano de gobierno del movimiento antifascista de los eslovenos durante la Segunda Guerra Mundial. El presidente de su presidium fue Josip Vidmar.
El SNOS se formó el 19 de febrero de 1944 en Črnomelj cuando el Pleno del Frente de Liberación de 120 miembros, constituido en 1943 por la Asamblea de Delegados de la Nación Eslovena en Kočevje, optó por cambiar su nombre al de SNOS y proclamarse como el Parlamento esloveno temporal. Una de sus decisiones más importantes fue que, después del final de la guerra, Eslovenia se convertiría en un estado dentro de la República Federativa Socialista de Yugoslavia.
A pesar de que el territorio estaba ocupado por las fuerzas del Eje, el SNOS era más que una entidad simbólica. Varias instituciones importantes funcionaron bajo su supervisión. Por ejemplo, estableció incluso una Oficina de Estadística de Eslovenia en su sesión del 19 de agosto de 1944. Justo antes del final de la guerra, el 5 de mayo de 1945, el SNOS se reunió por última vez en la ciudad de Ajdovščina en la Venecia Julia (entonces formalmente todavía formaba parte del Reino de Italia) y estableció un gobierno esloveno con el líder comunista Boris Kidrič como presidente.